# Allium koenigianum
Allium koenigianum е вид растение от семейство Лукови (Amaryllidaceae).

## Разпространение
Разпространен е в Турция.